# Jírovec v Přáslavicích
Jírovec před hřbitovem v Přáslavicích je památný strom v obci Karlovice, která se nachází zhruba 5 km jihovýchodně od Turnova v okrese Semily. Jírovec maďal (Aesculus hippocastanum) roste v jihozápadním sousedství kostela sv. Jiří (pozůstatku někdejší středověké vsi Přáslavice), na venkovní straně ohradní zdi hřbitova u vstupní brány, takřka naproti obecnímu úřadu Karlovice. Areál kostela je situován v mírném severovýchodním sklonu na návrší nad soutokem Radvánovického a Karlovického potoka. 
Jírovec požívá ochrany od roku 2004 kvůli svému vzrůstu. Měřený obvod kmene v době vyhlášení dosahoval 280 centimetrů.
Současně s jírovcem, nicméně nezávisle, jako samostatná položka, je chráněna i dvojice dubů na hřbitově.

## Památné a významné stromy vokolí
- Alej Sedmihorky (0,8 – 1,1 km z.)
- Arboretum Bukovina (2,2 km jz.)
- Buky na Mariánském hřbitově (4,5 km sz.)
- Dub u arboreta Bukovina (2,2 km jz.)
- Dub u hotelové školy v Turnově (4,9 km sz.)
- Dub u Mikulášského kostela (4,9 km sz.)
- Dub v Sedmihorkách (1,9 km z.)
- Duby na Mariánském hřbitově (4,5 km sz.)
- Duby v Žernově (4,3 km v.)
- Hrušeň na Hruštici (4,1 km sz.)
- Jasan U matičky (5,2 km jjv.)
- Křečovická hrušeň (5,1 km vjv.)
- Lípa Svobody (Turnov) (4,9 km sz.)
- Lípa u svatého Antonína (4,6 km sz.)
- Lípa v Mašově (4,6 km zsz.)
- Lipová alej Turnov - Sedmihorky (1,0 – 3,0 km sz.)
- Maškova zahrada (4,8 km sz.)
- Modřín před knihovnou Antonína Marka (4,8 km sz.)
- Přáslavické duby (tamtéž, uvnitř hřbitova)
- Roudenská lípa (1,7 km v.)
- Rovenské buky (4,1 km vjv.)
- Skupina stromů na Vyskři (4,9 km jz.)
- Tatobitská lípa (4,7 km v.)
- Troskovické lípy (5,4 km j.)